# Antonio Lupián Zapata
Antonio de Lupián Zapata o Lupián de Zapata o Antonio de Nobis (mort a Eivissa al juny de 1667) va ser un clergue i cronista hispà autor de diverses obres i que va viure al segle XVII dC. També hi ha qui l'acusa de ser falsificador de documents històrics, fet que va motivar diferents discussions durant la seva vida.
Segons l'investigador José Godoy Alcántara, tal com publica en una obra sobre els "falsos cronicons", Antonio Lupián va ser arxiver de la Catedral de Burgos, de la qual va ser expulsat. Godoy l'acusa de dedicar-se, a partir d'aquest moment, a escriure històries falses i crear documents antics. Després va fixar la seva residència amb els benedictins en aquesta mateixa ciutat. Més tard es va traslladar a Madrid i finalment va ser pavorde de la Catedral d'Eivissa (1666). Tanmateix, en tot aquest temps, la seva gestió va ser correcta i ferma, encara que també l'acusa de crear genealogies falses per a algunes famílies de l'illa.
A més, es presentava amb els títols de cronista reial de Felip IV i de notari apostòlic, tot i que no consten a cap document.
Tanmateix, Antonio de Lupián Zapata va rebre el suport de personatges que gaudien de crèdit i prestigi, com ara el monjo benedictí i historiador Gregorio de Argaiz, la qual cosa va contribuir a donar solidesa la seva recerca històrica.
Se li atribueixen les següents obres:
- Hautberti Hispalensis chronicon cum annotationibus. Haubert hauria estat un personatge del segle IX dC que va escriure la crònica al segle IX dC. La Crònica d'Haubert es va emprar com a prova per demostrar la major antiguitat de la seu de Tarragona sobre la de Saragossa, així com per a afavorir als benedictins de la zona.[5]
- Wallambosium Merium cum annotationibus, que és una continuació de l'anterior, a la mort d'Haubert i que narra els fets des del 919 fins al 974.[6]
- Carta de la concordia entre los abades de Gumiel y la Vid. Es tracta d'un document que presenta a Domingo de Guzmán com a prior del convent premonstratense de la Vinya, document «descobert» per Zapata el 1642.[7]
- Martirologio de San Gregorio Bético
- Nobiliario de las casas de Cataluña
- Unión de la muy noble, leal e ilustre provincia de Guipuzcoa a las coronas de España.[8]
- També el descobriment d'una suposada làpida que indicava que l'Ordre de la Mercè havia estat fundada quan el rei Jaume I tenia 20 anys (1228).[9]

## Obres
- Theatro de la Santa Iglesia de Burgos, obra perduda de la qual, tanmateix, en fa esment el mateix Zapata quan es presenta davant el rei Felip IV.[10]
- Anales de Castilla en tres centurias, també inclosa per Zapata en la seva presentació davant Felip IV, tracta del període entre la conquesta musulmana fins al 1014.[11]
- Anales de Cataluña, des que va ser poblada fins al rei Ataülf.[12]
- Historia del monasterio de San Millán, que no va arribar a publicar.[13]
- Reyes de Sobrarbe, defendidos contra Mr. de Marcha, arzobispo de Tortosa y origen del Justicia de Aragón, breu opuscle de 21 folis on tracta de reivindicar l'existència dels reis Garci-Ximenez, García Iñiguez, Fortún Garcés I, Sancho Garcés i Iñigo Arista.[14]
- Historia del Santuario de Santa María de Valbanera, obra també descrita en la presentació que Zapata fa a Felip IV.[15]
- Señores de Vizcaya. Señorío incorporado en los Señores Reyes de Castilla y León, por cuya unión son numerados los Señores Reyes Católicos entre los prebendados de la metropolitana de Burgos.
- Árbol genealógico de los vizcondes de Rocaberti.[16]
- Principes y obispos de Espanna.[17]
- De Berengaria Alphonsi regis filia primogenita vita (1665.[18][19][20]
- De los pueblos, iglesias, monasterios y hospitales de España[1]
- Dos compendios de las dicciones latinas, griegas y hebreas[21]
- España, primogénita del misterio de la Purísima Concepción de Nuestra Señora[1]
- Cronicon exiliense[1]
- Defensa por la religión Geronyma de España y su antigüedad: en que se responde a vn tratado, que el autor de la Población eclesiastica imprimió en su quarta parte, el año de mil seiscientos sesenta y nueve, contra el origen Geronymiano[22]